# Marsbach (Billbach)
Der Marsbach oder Morsbach ist der rechte Quellbach des Billbachs im baden-württembergischen und bayerischen Odenwald.

## Geographie

### Verlauf
Der Marsbach entspringt südöstlich von Walldürn in der Nähe des historischen Römischen Badehauses. Er fließt in nordwestliche Richtung durch Walldürn parallel zur Bundesstraße 47 nach Rippberg, wo er seinen größten Zufluss Eiderbach von Süden her aufnimmt. Danach wechselt der Marsbach über die Landesgrenze nach Bayern. Nachdem er Schneeberg in westlicher Richtung durchlaufen hat, vereinigt er sich von rechts mit der etwas größeren Morre zum kurzen Billbach, der über die Mud in den Main entwässert.

### Einzugsgebiet
Der Marsbach entwässert ein über 83 km² großes Einzugsgebiet, davon liegen gut 28 km² und damit mehr als 40 % im Entwässerungsbereich seines großen linken Zufluss Eiderbach, der an seiner Mündung sogar etwas länger ist als der Marsbach selbst. Das Einzugsgebiet des Marsbachs ist ein bis fast zuletzt recht konstant breiter, nordwestlich laufender Streifen.
An seiner kurzen Nordgrenze liegt das Einzugsgebiet der unteren Mud an, an der folgenden Grenze im Nordosten und Osten das der Erf, auch Erfa genannt, die noch oberhalb der Mud den Main erreicht. Das folgende kurze Stück der Grenze im Südosten ist zugleich Wasserscheide zwischen Main und Neckar, den nämlich der jenseitige Konkurrent Seckach über die Jagst speist. An die anschließende andere lange Seite des Einzugsgebietes im Südwesten grenzt auf dem längsten Teil das Entwässerungsgebiet der Morre an.

### Zuflüsse
Hierarchische Liste der Zuflüsse, jeweils vom Ursprung zur Mündung.
- (Bach durch den Diebgrund) (links), 1,4 km
- Spangelraingraben (links), 1,6 km
- Höpfinger Graben (rechts), 2,6 km und 3,2 km² 
  - Katzengraben (rechts), 0,8 km
  - Limesgraben (rechts), 0,5 km
- Spangelgraben (links) 1,2 km
- Wasengraben (links), 1,3 km und 2,4 km²
  - Heilmannsgraben (links), 0,8 km
- (Bach aus der Hammerklinge) (rechts), 2,5 km
- (Bach aus der Finsterklinge) (links), 2,8 km und 2,2 km²
- Seebach, zuletzt durch die Kummersklinge (rechts), 3,3 km und 5,5 km²
- Eiderbach (links) 12,2 km und 28,4 km² 
  - Barnholzgraben (rechts) 0,8 km
  - (Bach von der Erlenhecke) (links) 1,3 km und 1,7 km²
    - Zipfengraben (links) 1,2 km

  - (Bach am Waldgewann Klingenbrünnle) (rechts) ca. 1,2 km
  - (Bach vom Waldgewann Ahnwiesen) (links) 0,6 km
  - Klinge (rechts) 0,8 km
  - Fockengraben (links), 1,0 km und 2,5 km²
  - Kälberklinge (rechts), 0,8 km
  - Steigengraben (links), 0,8 km und 1,7 km²
  - Essigklinge (links), 0,9 km und 1,6 km²
- (Bach aus der Gottersklinge) (rechts), ca. 2,0 km
- (Bach aus der Röscheklinge) (rechts), ca. 0,7 km
- (Bach vom Hinteren Steigwald)(rechts), ca. 0,6 km; mündet in des Rest des Mühlbachs rechts des Marsbachs

### Flusssystem Billbach
- Liste der Fließgewässer im Flusssystem Billbach

## Geologie und Landschaft
Der Marsbach entsteht am Nordwestrand des ackerlandreichen Baulandes zum Odenwald in einem nur wenige Kilometer breiten Streifen des Unteren Muschelkalks. Auf seinem Nordwestkurs betritt er schon nach Walldürn den aus Buntsandstein aufgebauten östlichen Odenwald, in dessen Waldlandschaft er ein zuletzt recht tiefes Kerbsohlental ausbildet.

## Geschichte
Im August 2020 führte der Marsbach nach einer längeren Trockenphase abschnittsweise kein Wasser mehr, das trocken liegende Bachbett war etwa in Walldürn teilweise mit einem Teppich aus Gräsern und Unkräutern bedeckt.